# Furnois
Le furnois, ou « veurns » en furnois et néerlandais, est le dialecte du flamand occidental parlé dans la ville flamande de Furnes.
Le dictionnaire en ligne mijnwoordenboek.nl recense 1 468 mots et 717 expressions propres au dialecte furnois.